# Вратиця
Врати́ця (болг. Вратица) — село в Бургаській області Болгарії. Входить до складу громади Камено.

## Населення
За даними перепису населення 2011 року у селі проживали 95 осіб, з них 94 особи (98,9%) — болгари.
Розподіл населення за віком у 2011 році:
Динаміка населення: